# Johannes Leonardus Hubertus Claessen
Johannes Leonardus Hubertus Claessen (Melick en Herkenbosch, 5 februari 1894 – Tegelen, 9 mei 1967) was een Nederlands politicus.
Hij werd geboren als zoon van Andreas Hubertus Claessen (1856-1940; landbouwer) en Anna Catharina Hubertina Smeets (1867-1952). In 1920 werd de gemeentesecretaris van Beesel, W.H.A. Meuter, benoemd tot burgemeester van die gemeente waarop Claessen later dat jaar hem opvolgde als gemeentesecretaris. In 1946 werd Claessen de burgemeester van Beesel wat hij zou blijven tot zijn pensionering in 1959. Hij overleed in 1967 op 73-jarige leeftijd.
In Reuver (gemeente Beesel) is naar hem de 'Burgemeester Claessenstraat' vernoemd.